# Pibesvane
Pibesvanen (Cygnus columbianus) er en af de tre svanearter, man kan træffe i det fri i Danmark. Dens udseende minder forholdsvis meget om sangsvanens, men den har en kortere hals, og næbbets gule plet strækker sig ikke så langt frem. Den mindre størrelse har givet anledning til svanens norske navn dvergsvane, dværgsvane, og det svenske navn mindre sångsvan, mindre sangsvane. Som hos de andre svanearter er hannen og hunnen ens. Pibesvanen lever af vandplanter.
- En flok pibesvaner.